# 스톰: 위대한 여정
《스톰: 위대한 여정》(Storm: letters van vuur, Storm: Letters of Fire)은 네덜란드에서 제작된 데니스 보츠 감독의 2017년 가족, 모험 영화이다. 요릭 밴 와게닌젠 등이 주연으로 출연하였고 하로 반 스타베든 등이 제작에 참여하였다.

## 출연

### 주연
- 요릭 밴 와게닌젠 : 클라스 푸텐 역
- 데비 고메즈 : 스톰 역
- 로라 베린덴 : 클라르 역
- 유나 데 리우 : 마리커 역

### 조연
- 에그버트 잔 위버 : 제이콥 프루스트 역
- 피터 반 덴 베긴 : 반 데르 홀스트 역
- 로엑 피터스 : 베이커 역
- 안젤라 쉬프 : 세실리아 역
- 마르텐 헤이만스 : 알윈 역
- 티보 반덴보르레 : 스하우트 역
- 톰 잔센 : 성직자 역
- 뤽 페잇 : 헤르만 역
- 가브리엘 부아안테 : 루터 역

## 기타
- 공동제작: 마리나 블록
- 공동제작: 캐틀린 구센스
- 공동제작: 니콜라 스테일
- 미술: 쿠르트 로엔스
- 특수효과: 켄 핏츠케
- 의상: 울리 시몬
- 배역: 제누즈 고스챌크
- 배역: 엘스케 팔케나
- 배역: 레오니 루티크

## 수상목록
- 제21회 부천국제판타스틱영화제 (2017년) 패밀리존 : 장편
- 제12회 부산국제어린이청소년영화제 (2017년) 큰나래 모음
- 제31회 씨네키드 영화제 (2017년) 최우수 네덜란드 영화
- 제35회 브뤼셀 판타스틱 영화제 (2017년) 비경쟁